# Добровольский, Аркадий Викторович
Добровольский Аркадий Викторович (18 февраля [2 марта] 1885, Полтавка, Херсонская губерния — 27 июня 1956, Киев) — российский и советский археолог, кандидат исторических наук, старший научный сотрудник Института археологии АН УССР.

## Биография
Родился 18 февраля (2 марта) 1885 года в селе Полтавка Широковской волости Херсонского уезда (ныне в Криворожском районе Днепропетровской области) в семье наследственного дворянина Виктора Васильевича Добровольского и его жены Анны Платоновны.
Детские и юношеские годы провёл в Одессе. С 1905 года начал работать в музее Одесского общества истории и древностей. Под руководством Эрнста Штерна изучал древности в запасниках музея.
1 июня 1906 года окончил Ришельевскую гимназию с серебряной медалью и поступил на физико-математический факультет Императорского Новороссийского университета, затем перевёлся на юридический факультет, который окончил в 1912 году. В 1910 году для ознакомления с местным музеем древностей отправился в Херсон, где познакомился с археологом Виктором Гошкевичем, с которым наладил добрые отношения.
С 1912 года избран членом-корреспондентом Одесского общества истории и древностей, начал собственную археологическую практику. В 1912—1913 годах вёл раскопки кургана в Слободке-Романовке (пригород Одессы). Итоги раскопок составили базу его первой научной публикации.
В 1914—1932 годах работал научным сотрудником Херсонского музея, преподавателем Херсонского института народного образования.
В 1914—1928 годах провёл раскопки нескольких курганов, обследовал берега реки Ингулец, от впадения в Днепр до села Малая Сейдеминуха, провёл раскопки земледельческих поселений по Ингульцу, исследовал поселение эпохи бронзы возле города Берислава и села Новая Александровка. Некоторые результаты этих исследований были опубликованы на страницах «Вестника Одесской комиссии краеведения при ВУАН», членом археологической секции которой он был.
В 1928 году участвовал Днепрогэсовской археологической экспедиции в зоне будущего затопления водохранилища Днепрогэса, где осуществил большой объём полевых исследований, что стало большим вкладом в изучение археологических памятников пороговой части Днепра. В 1932—1938 годах работал в Днепропетровском историко-археологическом музее.
В 1939 году вернулся в Одессу, где работал в историко-археологическом музее.
В 1940 году зачислен на должность старшего научного сотрудника Института археологии АН УССР.
В 1948—1949 годах читал лекции курса археологии на историческом факультете Киевского государственного университета имени Тараса Шевченко. В послевоенные годы продолжал археологические исследования в Надпорожье и на Юге Украины.
В 1951 году возглавил одну из крупных охранных экспедиций на Херсонщине, в зоне строительства Каховской ГЭС. В 1954 году избран заведующим отделом первобытной археологии Института археологии АН УССР.
Умер 27 июня 1956 года в Киеве.

## Научная деятельность
Главным научным наследием являются полевые исследования — открытие и раскопки ряда археологических памятников : позднепалеолитическая стоянка Кайстровая балка IV (1932—1933); неолитические и энеолитические поселения и могильники — Средний Стог (1927), Собачки-Волчок (1928—1929), Виноградный остров (1929—1930), Игрень (1945—1946), Чапли (1950), Необычная стоянка в Ивано-Франковской области; достопримечательности суток бронзы — Дурна Скала (1928), Стрельчая Скала (1946), Сабатиновка (1947), Бабье III (1954), трипольское поселение возле Сабатиновки (1938—1939, 1947), Золотобалковское позднескифское поселение (1951—1953).

### Научные труды
- Раскопки кургана в предместье Одессы «Слободка-Романовка». — Одесса, 1914.
- Древние земледельческие поселения по берегам Ингульца // Вісник ОКК при ВУАН. — Ч. 2-3. — Одеса, 1925.
- Погребения под плитами близ Большой Сейдеминухи (Снигиревского района Херсонского округа) // Вісник ОКК при ВУАН. — Ч. 2—3. — Одеса, 1925.
- Добровольський А. Етюди з Надпорізького неоліту / А. Добровольський. — Київ: б. в., 1930. — 9 с.